# Talismán (Vives)
Talismán és una sarsuela en dos actes, dividits en tres quadres, amb música d'Amadeu Vives amb un text de Guillermo Fernández-Shaw Iturralde i Federico Romero Sarachaga, estrenada per la companyia del Teatre Líric Nacional al Teatre Calderón de Madrid, el dia 6 de desembre de 1932. L'obra està basada lliurement en la comèdia La fuerza de la costumbre de Guillén de Castro.

## Context
Talismán va ser la darrera obra sobre la qual va treballar Amadeu Vives, qui es va desplaçar a Madrid dies abans per tal d'ajudar en la preparació de l'estrena. Només va poder assistir al primer dels assajos. L'obra s'havia d'haver estrenat justament el dia que va morir el compositor, el 2 de desembre de 1932, per la qual cosa l'estrena es va haver d'ajornar quatre dies. Segons els autors del llibret, Amadeu Vives desitjava des de temps enrere fer una obra amb ambientació musulmana.
El dia de l'estrena els aplaudiments del públic en acabar el primer acte van convidar als autors a sortir a escena, com era costum a l'època. Però en aquesta ocasió els autor, la genial parella teatral formada per Federico Romero i Guillermo Ferández-Shaw, van demanar a un dels actors, Vicente González, que donés les gràcies no pas en nom dels autors del text, sinó en el de l'Amadeu Vives,a qui dedicaven ells tots els mèrits.
Els decorats i el vestuari van anar a càrrec de Manuel Fontanals i la direcció escènica a càrrec d'Eugenio Casals.
L'1 de febrer de 1933 l'obra es va presentar a Barcelona, al Teatre Novedades, per la companyia de Lluís Calvo. El 7 de febrer de 1933 es va dur a terme un concert homenatge al compositor al Gran Teatre del Liceu de Barcelona, amb el títol de Funció d'homenatge al malaguanyat Mestre-autor Amadeu Vives. En aquest homenatge es va interpretar el primer intermedi de Talismán, per part de l'orquestra del Liceu, sota la direcció d'Antoni Capdevila.

## Personatges
| Paper                                                               | Tessitura    | Intèrprets de l'estrena 6 de desembre de 1932 (dir: Emilio Acevedo) |
| ------------------------------------------------------------------- | ------------ | ------------------------------------------------------------------- |
| Suleika, filla d'Alí Mansur i Nozhatú                               | soprano      | Matilde Vázquez                                                     |
| Aisa, confident de Nozhatú                                          | soprano      | Laura Nieto                                                         |
| Nozhatu, noble dama àrab                                            | mezzosoprano | Julia García                                                        |
| Alí Mansur, espòs de Nozhatú                                        | baix         | Aníbal Vela                                                         |
| Omar, fill d'Alí Mansur i Nozhatú                                   | tenor        | Vicente Simón                                                       |
| Gazul                                                               | baríton      | Julián Sansi                                                        |
| Saíd                                                                |              | Valentín González                                                   |
| Ballarina                                                           |              | Maria Esparza                                                       |
| Donzelles, cantants, dansaires, dones del poble, esclaus i esclaves |              |                                                                     |

## Argument
Lloc: Còrdova
Època: Segle X
L'argument de la sarsuela és senzill, una comèdia sense cap entrebanc dramàtic. Omar i Suleika son dos germans que han crescuts distanciats al llarg de vint anys. Omar ha crescut al costat de la seva mare, Nozhatu, qui li ha educat en les arts i la cultura, mentre que Suleika ha crescut amb el seu pare, Alí Mansur, un guerrer en permanents combats als exèrcits de l'emir Abderraman. Ell és tranquil i poc audaç, mentre ella és guerrera i emprenedora. Omar està enamorat d'Aisa, però no s'atreveix a declarar-se.
Després de tot aquest temps Alí Mansur i Suleika tornen a Còrdova, a la llar familiar. En veure el guerrer el caràcter del seu fill, i sabent que està enamorat, l'anima a ser més guerrer. Veient la mare de Suelika que la seva filla s'ha enamorat de Gazul, el talismá, l'anima a suavitzar el seu caràcter. Omar haurà de canviar si vol lluitar per conquerir l'Aisa davant un home que sembla voler enamorar la noia.
L'obra acaba amb els germans feliçment aparellats, l'un després d'endurir el seu temperament i l'altra després de suavitzar-ho.